# 惑星奇航
《惑星奇航》是日本漫畫家幸村誠的日本漫畫作品，後為谷口悟朗監督改編為電視動畫。故事以2075年的太空為背景，並圍繞著一組太空垃圾收集人員發展。
原標題的是希臘文，意指「流浪人」，亦在動畫中的過場片段裡出現這個漢字。

## 故事背景
2075年，人類的發展已不侷限於地球而向太空進發，但人類的活動卻令不少垃圾遺留於太空上，並危及週圍的太空站及太空船的安全。隷屬Technora公司的垃圾收集部門肩負太空垃圾的清除及收集任務，於地球及月球軌道上進行垃圾清理的工作。

## 出場人物

### 原作
星野八郎太　配音：田中一成
出生：2050 年 10 月 20 日 ( 25 歳)
血型：B
本作男主人公，Technora公司的垃圾收集部门的回收人员。通称为“缠头八”“八郎”（「ハチマキ」、「ハチ」 ）。
理想是拥有属于自己的飞船，并为之努力积攒资金。平时是一副慵懒的样子，实际上对于梦想非常执着。
出身显赫家庭，父亲是著名引擎家为了工作一年都回不了家一次，有个喜欢造火箭的读中学的弟弟，妈妈非常开明。
喜欢田名部，最後與她結婚。
田名部愛　配音：雪野五月
出生：2054 年 7 月 7 日 ( 20 歳)
血型：O
本作女主人公，刚刚踏入社会的新人，被分配到回收科，同属于舱外活动的回收人员。
性格开朗充满活力，对于爱与和平有着非常的执着。因为稍有些天真的理想主义，而常常做出有些出人意料的事情。
喜欢星野八郎太，最後與他結婚並懷孕了。
Fee Carmichael（フィー・カーマイケル）　配音：折笠爱
出生：2039 年 5 月 8 日 ( 35 歳)
血型：B
回收科飞船船长，驾驶船龄30年以上回收船DS-12“TOY BOX”。
性格豪爽的美国人，烟瘾颇重的大姐型人物，回收科内有其专属的吸烟室。
Yuri Mihairokoh（ユーリ・ミハイロコフ）　配音：子安武人
(35歲)
回收科的同事，同属回收科舱外活动人员。
性格平和的俄罗斯人。遇上2068年的超高空客機空難，其妻子因此死亡。
为了找到妻子的遗物而加入回收科。在回收科内帮其他人饲养动物。

### 動畫原創
Philippe Myers（フィリップ・マイヤーズ）　配音：緒方愛香
Arvind "Robbie" Lavie (Ravi)（アルヴィンド・ラビィ）　配音：後藤哲夫
Edelgard Rivera（エーデルガルド・リヴェラ）　配音：伊藤舞子

## 出版書籍
| 卷數 | 話數標題 | 發售日期       | ISBN               |
| ---- | -------- | -------------- | ------------------ |
| 1    |          | 2001年1月23日  | ISBN 4-06-328735-1 |
| 2    |          | 2001年10月23日 | ISBN 4-06-328778-5 |
| 3    |          | 2003年1月23日  | ISBN 4-06-328863-3 |
| 4    |          | 2004年2月23日  | ISBN 4-06-328937-0 |

### 相關書籍
- 2004年2月23日發售、ISBN 4-06-334845-8
收錄跨頁插圖與短篇「宇宙葬」。
- 2004年12月19日發售、ISBN 4-06-364615-7
動畫第7話のDVD中所附錄。本篇原本無聲，收錄聲音解說與額外的影像特典。

## 電視動畫
從2003年10月4日至2004年4月17日在NHKBS2頻道播放，一共26話。NHK教育頻道也自2004年7月14日（7月15日）起於每週星期三凌晨0：25時段播放，持續到2005年1月26日（1月27日）。 

### 製作人員
- 企劃：内田健二・上埜芳被・松本壽子
- 系列構成・全話脚本：大河内一樓
- 角色設定：千羽由利子
- 概念設定・設定考證：小倉信也
- 機械設定：高倉武史・中谷誠一
- 美術監督：池田繁美
- 色彩設計：
- 攝影監督：大矢創太
- 編輯：森田清次
- 音響監督：浦上靖夫
- 音樂：中川幸太郎
- 監督：谷口悟朗
- 取材協力：JAXA（宇宙航空研究開發機構）
- 製作人：河口佳高・湯川淳・植原智幸
- 製作：日昇動畫・萬代影視・NHK ENTERPRISES 21
- 版權：(C)2003 SUNRISE INC.・NHK

### 主題曲
片頭曲
- 「Dive in the Sky」

作詞・作曲・編曲・演唱：酒井幹雄（酒井ミキオ）
片尾曲
- 「Wonderful Life」

作詞・作曲・編曲・演唱：酒井幹雄
- 「PLANETES」（最後一集使用）

作詞・作曲：黑石瞳、演唱：Hitomi
插曲
- 「A secret of the moon」

作詞・作曲・編曲：黑石瞳、演唱：Hitomi
- 「Thanks my friend」

作詞・作曲・編曲・演唱：酒井幹雄

### 各話列表
| 話數       | 日文標題                       | 中文標題           | 分鏡            | 演出              | 作畫監督                                | 漫畫版話數                        | 播放日         |
| ---------- | ------------------------------ | ------------------ | --------------- | ----------------- | --------------------------------------- | --------------------------------- | -------------- |
| Phase 1    | 大気の外で                     | 大氣層之外         | 谷口悟朗        | 北村真咲 谷口悟朗 | 千羽由利子 中谷誠一                     | -                                 | 2003年 10月4日 |
| Phase 2    | 夢のような                     | 就像夢一樣         | 大橋誉志光      | 大橋誉志光        | 寺岡巌                                  | -                                 | 10月11日       |
| Phase 3    | 帰還軌道                       | 歸還軌道           | 山本恵          | 山本恵            | 中谷誠一                                | 第2巻： PHASE 7                   | 10月18日       |
| Phase 4    | 仕事として                     | 作為工作           | 谷口悟朗        | 五十嵐達也        | 斉藤久                                  | -                                 | 10月25日       |
| Phase 5    | フライ・ミー・トゥ・ザ・ムーン | 帶·我·去·月·球     | 杉島邦久        | 石踊宏            | 竹内進二                                | -                                 | 11月1日        |
| Phase 6    | 月のムササビ                   | 月之重力           | 米たにヨシトモ  | 北村真咲          | 工藤昌史 坂本修司                       | -                                 | 11月8日        |
| Phase 7    | 地球外少女                     | 地球外少女         | 大橋誉志光      | 大橋誉志光        | 中田栄治 千羽由利子                     | 第1巻： PHASE 2                   | 11月15日       |
| Phase 8    | 拠るべき場所                   | 必須依靠的地方     | 山本恵          | 山本恵            | 米山浩平 池田有                         | -                                 | 11月22日       |
| Phase 9    | 心のこり                       | 心的糾葛           | 笹木信作        | 五十嵐達也        | 斉藤久                                  | -                                 | 11月29日       |
| Phase 10   | 屑星の空                       | 星屑的天空         | 北村真咲        | 村田和也          | しんぼたくろう 高瀬健一                 | 第1巻： PHASE 1                   | 12月6日        |
| Phase 11   | バウンダリー・ライン           | 分界·線            | 大橋誉志光      | 大橋誉志光        | 工藤昌史 坂本修司                       | -                                 | 12月13日       |
| Phase 12   | ささやかなる願いを             | 小小的願望         | 須永司          | 吉村章            | 中谷誠一                                | 第1巻： PHASE 3                   | 12月20日       |
| Phase 13   | ロケットのある風景             | 有火箭的風景       | 村田和也        | 古川政美          | 竹内進二                                | 第1巻： PHASE 4                   | 2004年 1月10日 |
| Phase 14   | ターニング・ポイント           | 縫合·點            | 須永司          | 五十嵐達也        | 米山浩平 池田有                         | -                                 | 1月17日        |
| Phase 15   | 彼女の場合                     | 她的場合           | 杉島邦久        | 北村真咲          | 斉藤久 工藤昌史                         | -                                 | 1月24日        |
| Phase 16   | イグニッション                 | 點火器             | 村田和也        | 村田和也          | 千羽由利子 中田栄治                     | 第1巻： PHASE 5                   | 1月31日        |
| Phase 17   | それゆえの彼                   | 所以才是他         | 須永司          | 大橋誉志光        | しんぼたくろう 高瀬健一                 | 第2巻： PHASE 6                   | 2月7日         |
| Phase 18   | デブリ課、最期の日             | 殘骸課、最後的日子 | 山本恵          | 山本恵            | 中谷誠一 植田洋一                       | -                                 | 2月14日        |
| Phase 19   | 終わりは いつも…               | 結束 總是…         | 須永司          | 五十嵐達也        | 米山浩平 池田有                         | 第2巻： PHASE 8                   | 2月21日        |
| Phase 20   | ためらいがちの                 | 猶豫不決的         | 北村真咲        | 北村真咲          | 斉藤久 工藤昌史 しんぼたくろう 高瀬健一 | 第2巻： PHASE 8                   | 2月28日        |
| Phase 21   | タンデム・ミラー               | 串聯式             | 村田和也        | 村田和也          | 千羽由利子 中田栄治                     | 第2巻： PHASE 8                   | 3月6日         |
| Phase 22   | 暴露                           | 暴露               | 須永司          | 吉村章            | しんぼたくろう 高瀬健一                 | -                                 | 3月13日        |
| Phase 23   | デブリの群れ                   | 碎片群             | 大橋誉志光      | 大橋誉志光        | 中谷誠一                                | 第2巻： PHASE 9                   | 3月20日        |
| Phase 24   | 愛                             | 愛                 | 谷口悟朗 山本恵 | 山本恵            | 米山浩平 池田有                         | 第2巻： PHASE 9 PHASE 10          | 4月3日         |
| Phase 25   | 惑い人                         | 迷茫的人           | 五十嵐達也      | 五十嵐達也        | 斉藤久 工藤昌史                         | 第2巻： PHASE 11 第3巻： PHASE 15 | 4月10日        |
| Last Phase | そして巡りあう日々             |                    | 谷口悟朗        | 北村真咲 谷口悟朗 | 千羽由利子 中田栄治                     | 第3巻： PHASE 16                  | 4月17日        |

## 真實性
與許多其他科幻作品不同，惑星奇航很強調對外太空、宇宙與及載人太空飛行等的描述的真實性。例如在真空的宇宙裡沒任何傳播聲音的媒介，因此在作品裡出現的太空船在運作時沒有產生任何噪音。此外作中的人物亦需要面對減壓症、放射性中毒、骨質疏鬆症、癌症等等現實生活中的太空人有可能染上的疾病。而物體在無重狀態下的動量等概念更是初期故事中的要點。劇中一位成長於月球的年僅12歲的少女角色由於月球微弱的引力關係導致其身高異於常人，看上去就像是成年人。

## 外部連結
- 官方網站 (日) （页面存档备份，存于）
- Bandai Entertainments Planetes Web Site
- Official Planetes Manga Site (from TOKYOPOP)